# モーシェ・アレンス

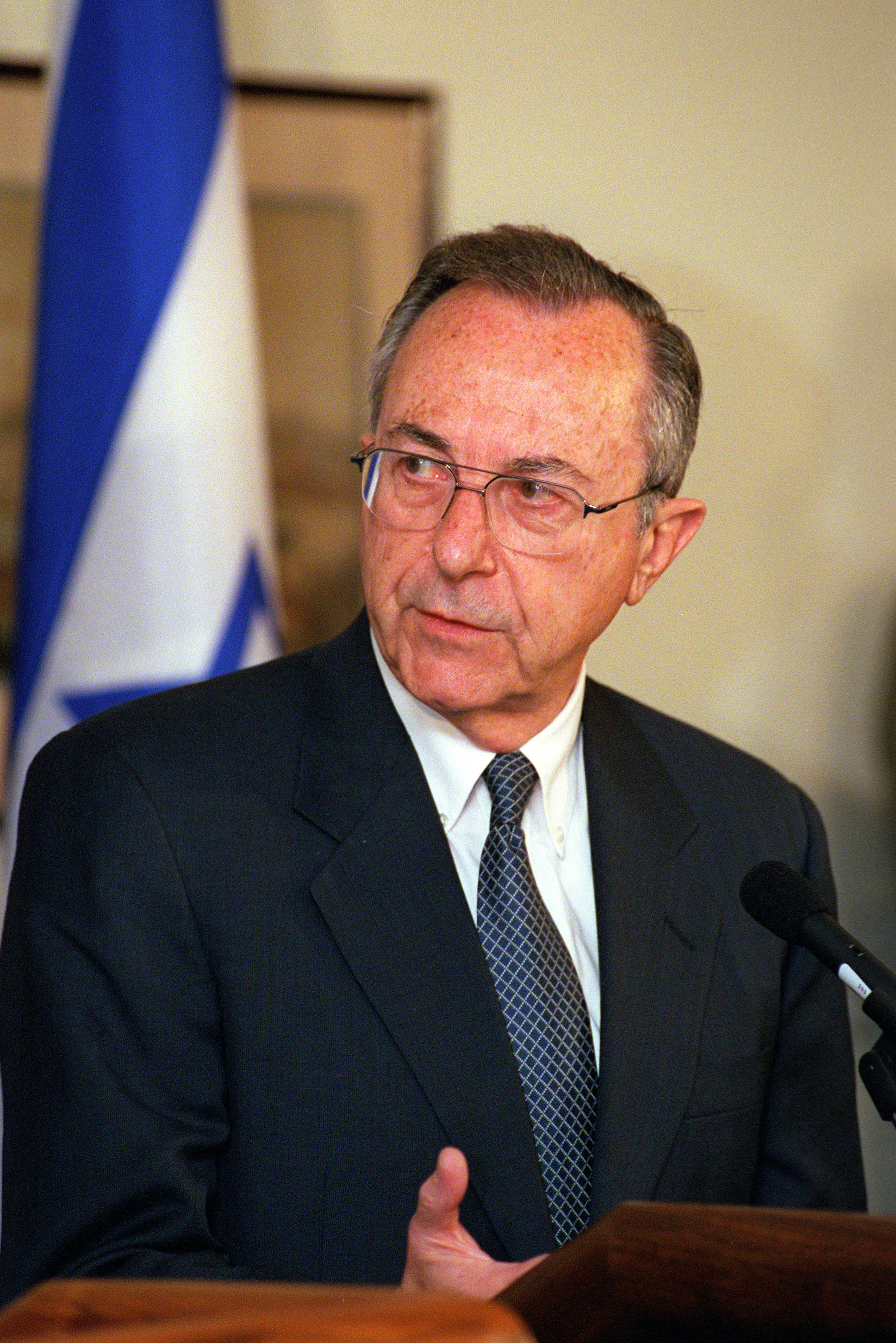
モーシェ・アレンス

モーシェ・アレンス（משה ארנס、Moshe Arens、1925年12月27日 - 2019年1月7日）は、イスラエルの航空工学専門家、外交官・政治家。同国外務大臣、国防大臣などを歴任したほか、ユダヤ・サマリア大学学長なども務めた。リクード党所属。

## 来歴
リトアニア語名モシェ・アレンサス（Mošė Arensas）としてリトアニア・カウナスに生まれ育つ。1982年から1983年までイスラエル駐米大使、1983年から1984年、1990年から1992年まで国防大臣 Minister of Defence、1988年から1990年まで外務大臣。
1939年、ナチスの蛮行を避けアメリカに移住する。1948年アラブ諸国との戦争の最中にイスラエルに移り、イルグンに所属して闘う。
1973年に結党されたリクードの創成期のメンバーであり、党内でも強硬派に属した。
1991年の湾岸戦争の際は国防相として、サッダーム・フセインと対峙。イラクからミサイル攻撃を受けた際は、当時、住宅建設相だったアリエル・シャロンと共に、イラクへの報復攻撃を強く主張。
1992年には、一度は政界を退くが、1999年1月、直弟子にあたるベンヤミン・ネタニヤフ首相から乞われ政界復帰。国防相に再登板する。その後もネタニヤフの相談相手として、たびたび助言を行った。ガザ地区撤退計画には反対の立場だった。
イスラエルの大手新聞「ハアレツ」によく寄稿した。
2019年1月7日にテルアビブ近郊サヴヨンにある自宅で死去。93歳没。